# Elisa Senß
Elisa Senß (Oldenburg, 1º ottobre 1997) è una calciatrice tedesca, centrocampista dell'Eintracht Francoforte e della nazionale tedesca.

## Carriera

### Club
Elisa Senß ha iniziato a giocare a calcio all'età di cinque anni. Dal 2012 al 2014 ha giocato nelle giovanili dello Sportverein Meppen 1912 e in seguito è stata aggregata alla prima squadra. Ha fatto il suo esordio in 2. Frauen-Bundesliga il 30 marzo 2014. Dopo aver collezionato 69 presenze e 18 gol, nel 2019 si è trasferita all'SGS Essen. Ha debuttato in Frauen-Bundesliga il 18 agosto 2019 in una vittoria interna contro il Bayer 04 Leverkusen. Dopo tre stagioni, ha firmato un contratto triennale con il Bayer Leverkusen, squadra di cui è divenuta capitano nel settembre 2022. L'11 marzo 2024 è stato ufficializzato il suo trasferimento all'Eintracht Francoforte.

### Nazionale
Senß ha fatto il suo debutto in nazionale maggiore il 1º dicembre 2023 in una partita di UEFA Nations League contro la Danimarca. Nel 2024 Senß è stata convocata per le Olimpiadi di Parigi e ha segnato il suo primo gol in nazionale nella partita del turno preliminare contro lo Zambia.

## Statistiche

### Presenze e reti nei club
Statistiche aggiornate al 20 luglio 2025.
| Stagione                | Squadra                 | Campionato              | Campionato | Campionato | Coppe nazionali | Coppe nazionali | Coppe nazionali | Coppe continentali | Coppe continentali | Coppe continentali | Altre coppe | Altre coppe | Altre coppe | Totale | Totale |
| Stagione                | Squadra                 | Comp                    | Pres       | Reti       | Comp            | Pres            | Reti            | Comp               | Pres               | Reti               | Comp        | Pres        | Reti        | Pres   | Reti   |
| ----------------------- | ----------------------- | ----------------------- | ---------- | ---------- | --------------- | --------------- | --------------- | ------------------ | ------------------ | ------------------ | ----------- | ----------- | ----------- | ------ | ------ |
| 2013-2014               | Meppen                  | 2BL                     | 1          | 0          | CG              | -               | -               | -                  | -                  | -                  | -           | -           | -           | 1      | 0      |
| 2014-2015               | Meppen                  | 2BL                     | 17         | 3          | CG              | 1               | 0               | -                  | -                  | -                  | -           | -           | -           | 18     | 3      |
| 2015-2016               | Meppen                  | 2BL                     | 21         | 3          | CG              | 3               | 0               | -                  | -                  | -                  | -           | -           | -           | 24     | 3      |
| 2016-2017               | Meppen                  | 2BL                     | 11         | 2          | CG              | 1               | 0               | -                  | -                  | -                  | -           | -           | -           | 12     | 2      |
| 2017-2018               | Meppen                  | 2BL                     | 20         | 11         | CG              | 3               | 3               | -                  | -                  | -                  | -           | -           | -           | 23     | 14     |
| 2018-2019               | Meppen                  | 2BL                     | 26         | 11         | CG              | 2               | 0               | -                  | -                  | -                  | -           | -           | -           | 28     | 11     |
| Totale Meppen           | Totale Meppen           | Totale Meppen           | 96         | 31         | -               | 10              | 3               | -                  | -                  | -                  | -           | -           | -           | 106    | 34     |
| 2019-2020               | SGS Essen               | BL                      | 22         | 0          | CG              | 5               | 2               | -                  | -                  | -                  | -           | -           | -           | 27     | 2      |
| 2020-2021               | SGS Essen               | BL                      | 21         | 1          | CG              | 1               | 0               | -                  | -                  | -                  | -           | -           | -           | 22     | 1      |
| 2021-2022               | SGS Essen               | BL                      | 19         | 3          | CG              | 2               | 1               | -                  | -                  | -                  | -           | -           | -           | 21     | 4      |
| Totale SGS Essen        | Totale SGS Essen        | Totale SGS Essen        | 62         | 4          | -               | 8               | 3               | -                  | -                  | -                  | -           | -           | -           | 70     | 7      |
| 2022-2023               | Bayer Leverkusen        | BL                      | 22         | 1          | CG              | 2               | 0               | -                  | -                  | -                  | -           | -           | -           | 24     | 1      |
| 2023-2024               | Bayer Leverkusen        | BL                      | 21         | 0          | CG              | 3               | 0               | -                  | -                  | -                  | -           | -           | -           | 24     | 0      |
| Totale Bayer Leverkusen | Totale Bayer Leverkusen | Totale Bayer Leverkusen | 43         | 1          | -               | 5               | 0               | -                  | -                  | -                  | -           | -           | -           | 48     | 1      |
| 2024-2025               | Eintracht Francoforte   | BL                      | 21         | 3          | CG              | 2               | 0               | UWCL               | 2                  | 0                  | -           | -           | -           | 25     | 3      |
| Totale carriera         | Totale carriera         | Totale carriera         | 222        | 39         | -               | 25              | 6               | -                  | 2                  | 0                  | -           | -           | -           | 249    | 45     |

### Cronologia presenze e reti in nazionale
Statistiche aggiornate al 25 ottobre 2024.

| Cronologia completa delle presenze e delle reti in nazionale ― Germania | Cronologia completa delle presenze e delle reti in nazionale ― Germania | Cronologia completa delle presenze e delle reti in nazionale ― Germania | Cronologia completa delle presenze e delle reti in nazionale ― Germania | Cronologia completa delle presenze e delle reti in nazionale ― Germania | Cronologia completa delle presenze e delle reti in nazionale ― Germania | Cronologia completa delle presenze e delle reti in nazionale ― Germania | Cronologia completa delle presenze e delle reti in nazionale ― Germania |
| Data                                                                    | Città                                                                   | In casa                                                                 | Risultato                                                               | Ospiti                                                                  | Competizione                                                            | Reti                                                                    | Note                                                                    |
| ----------------------------------------------------------------------- | ----------------------------------------------------------------------- | ----------------------------------------------------------------------- | ----------------------------------------------------------------------- | ----------------------------------------------------------------------- | ----------------------------------------------------------------------- | ----------------------------------------------------------------------- | ----------------------------------------------------------------------- |
| 1-12-2023                                                               | Rostock                                                                 | Germania                                                                | 3 – 0                                                                   | Danimarca                                                               | UEFA Women's Nations League 2023-2024                                   | -                                                                       | 46’ 60’                                                                 |
| 5-12-2023                                                               | Swansea                                                                 | Galles                                                                  | 0 – 0                                                                   | Germania                                                                | UEFA Women's Nations League 2023-2024                                   | -                                                                       |                                                                         |
| 9-4-2024                                                                | Aquisgrana                                                              | Germania                                                                | 3 – 1                                                                   | Islanda                                                                 | Qual. Euro 2025                                                         | -                                                                       | 77’                                                                     |
| 31-5-2024                                                               | Rostock                                                                 | Germania                                                                | 4 – 1                                                                   | Polonia                                                                 | Qual. Euro 2025                                                         | -                                                                       | 46’                                                                     |
| 4-6-2024                                                                | Gdynia                                                                  | Polonia                                                                 | 1 – 3                                                                   | Germania                                                                | Qual. Euro 2025                                                         | -                                                                       | 46’                                                                     |
| 12-7-2024                                                               | Reykjavík                                                               | Islanda                                                                 | 3 – 0                                                                   | Germania                                                                | Qual. Euro 2025                                                         | -                                                                       | 60’                                                                     |
| 16-7-2024                                                               | Hannover                                                                | Germania                                                                | 4 – 0                                                                   | Austria                                                                 | Qual. Euro 2025                                                         | -                                                                       | 46’                                                                     |
| 25-7-2024                                                               | Marsiglia                                                               | Germania                                                                | 3 – 0                                                                   | Australia                                                               | Olimpiadi 2024                                                          | -                                                                       | 73’                                                                     |
| 28-7-2024                                                               | Marsiglia                                                               | Stati Uniti                                                             | 4 – 1                                                                   | Germania                                                                | Olimpiadi 2024                                                          | -                                                                       | 77’                                                                     |
| 31-7-2024                                                               | Saint-Étienne                                                           | Zambia                                                                  | 1 – 4                                                                   | Germania                                                                | Olimpiadi 2024                                                          | 1                                                                       | 89’                                                                     |
| 3-8-2024                                                                | Marsiglia                                                               | Canada                                                                  | 0 – 0 dts (2-4 dtr)                                                     | Germania                                                                | Olimpiadi 2024                                                          | -                                                                       | 104’                                                                    |
| 6-8-2024                                                                | Décines-Charpieu                                                        | Stati Uniti                                                             | 1 – 0 dts                                                               | Germania                                                                | Olimpiadi 2024                                                          | -                                                                       | 90’                                                                     |
| 25-10-2024                                                              | Londra                                                                  | Inghilterra                                                             | 3 – 4                                                                   | Germania                                                                | Amichevole                                                              | -                                                                       |                                                                         |
| 29-11-2024                                                              | Zurigo                                                                  | Svizzera                                                                | 0 – 6                                                                   | Germania                                                                | Amichevole                                                              | -                                                                       | 77’                                                                     |
| 2-12-2024                                                               | Bochum                                                                  | Germania                                                                | 1 – 2                                                                   | Italia                                                                  | Amichevole                                                              | -                                                                       | 70’                                                                     |
| 21-2-2025                                                               | Breda                                                                   | Paesi Bassi                                                             | 2 – 2                                                                   | Germania                                                                | UEFA Women's Nations League 2025 - 1° turno                             | -                                                                       |                                                                         |
| 25-2-2025                                                               | Norimberga                                                              | Germania                                                                | 4 – 1                                                                   | Austria                                                                 | UEFA Women's Nations League 2025 - 1° turno                             | -                                                                       |                                                                         |
| 4-4-2025                                                                | Dundee                                                                  | Scozia                                                                  | 0 – 4                                                                   | Germania                                                                | UEFA Women's Nations League 2025 - 1° turno                             | 1                                                                       | 60’                                                                     |
| 8-4-2025                                                                | Wolfsburg                                                               | Germania                                                                | 6 – 1                                                                   | Scozia                                                                  | UEFA Women's Nations League 2025 - 1° turno                             | -                                                                       | 35’ 66’                                                                 |
| 30-5-2025                                                               | Ahlen                                                                   | Germania                                                                | 4 – 0                                                                   | Paesi Bassi                                                             | UEFA Women's Nations League 2025 - 1° turno                             | -                                                                       | 68’                                                                     |
| 3-6-2025                                                                | Vienna                                                                  | Austria                                                                 | 0 – 6                                                                   | Germania                                                                | UEFA Women's Nations League 2025 - 1° turno                             | -                                                                       | 57’                                                                     |
| 4-7-2025                                                                | San Gallo                                                               | Germania                                                                | 2 – 0                                                                   | Polonia                                                                 | Euro 2025 - 1º turno                                                    | -                                                                       | 70’                                                                     |
| 8-7-2025                                                                | Basilea                                                                 | Germania                                                                | 2 – 1                                                                   | Danimarca                                                               | Euro 2025 - 1º turno                                                    | -                                                                       |                                                                         |
| 12-7-2025                                                               | Zurigo                                                                  | Svezia                                                                  | 4 – 1                                                                   | Germania                                                                | Euro 2025 - 1° turno                                                    | -                                                                       | 84’                                                                     |
| 19-7-2025                                                               | Basilea                                                                 | Francia                                                                 | 1 – 1 dts (5 - 6 dtr)                                                   | Germania                                                                | Euro 2025 - Quarti di finale                                            | -                                                                       |                                                                         |
| 23-7-2025                                                               | Zurigo                                                                  | Germania                                                                | 0 – 1 dts                                                               | Spagna                                                                  | Euro 2025 - Semifinale                                                  | -                                                                       | 114’                                                                    |
| Totale                                                                  |                                                                         | Presenze                                                                | 26                                                                      |                                                                         | Reti                                                                    | 2                                                                       |                                                                         |

## Palmarès

### Nazionale
- Bronzo olimpico: 1

Parigi 2024